# Rupi
Rupi (af urdu rupiyah, afledt af sanskrit rupya smedet sølv) er en valutaenhed, der anvendes i en række asiatiske lande. I Indien, Pakistan, Nepal, Sri Lanka, Mauritius og Seychellerne bruges formen rupee. I Indonesien rupiah og på Maldiverne rufiyaa.
- Indien: 1 indisk rupee = 100 paisa, – og den internationale valutakode er INR.
- Pakistan: 1 pakistansk rupee = 100 paisa, – og den internationale valutakode er PKR.
- Nepal: 1 nepalesisk rupee = 100 paisa, – og den internationale valutakode er NPR.
- Sri Lanka: 1 Sri Lanka rupee = 100 cents, – og den internationale valutakode er LKR.
- Mauritius: 1 mauritisk rupee = 100 cents, – og den internationale valutakode er MUR.
- Seychellerne: 1 seychellisk rupee = 100 cents, – og den internationale valutakode er SCR.
- Indonesien: 1 rupiah = 100 cents (som for længst er elimineret som følge af inflation[kilde mangler]), – og den internationale valutakode er IDR.
- Maldiverne: 1 rufiyaa = 100 laari, – og den internationale valutakode er MVR.

| Artikelstump | Spire Denne artikel om penge eller valuta er en spire som bør udbygges. Du er velkommen til at hjælpe Wikipedia ved at udvide den. |